# Van de Graaffův generátor

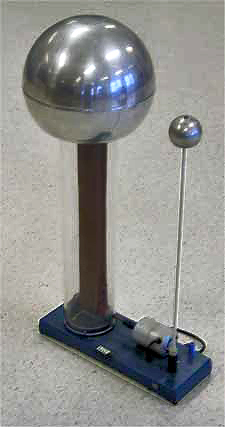
Van de Graafův generátor

Van de Graaffův generátor je elektrostatický stroj umožňující nabíjet kovovou kouli na velmi vysoké napětí. Vynalezl jej americký fyzik nizozemského původu R. J. Van de Graaff, první model sestrojil v roce 1929, v roce 1931 získal patent na zlepšenou verzi. Do konce 30. let 20. století byly sestrojeny obří generátory vyrábějící až 5 MV. Stroj má využití při fyzikálních experimentech, ale i pro urychlování elektronů pro sterilizaci.

## Princip
Princip van de Graaffova generátoru je založen na tom, že pokud se uvnitř vodiče nachází dutina, v níž nejsou žádné makroskopické náboje, zůstává v této dutině intenzita elektrického pole nulová. Někdy se mluví o stínicím účinku vodičů, což není přesné, protože pole v dutině není odstíněno, ale vykompenzováno polem povrchových nábojů. Pole uvnitř dutiny zůstává nulové i při změně celkového náboje vodiče. Náboj, přivedený dovnitř vodiče se okamžitě přemístí na vnější povrch a pole uvnitř dutiny se nezmění. Nemění se tok intenzity elektrostatického pole plochou {\displaystyle S}. Opakovaným přiváděním náboje do vnitřku vodiče jej lze nabít téměř neomezeně velkým nábojem. Uvedený princip využívá Van de Graaffův generátor. Pomocí pohyblivého pásu z nevodivého materiálu přenáší kladný náboj, který získá buď třením o kartáč nebo z externího zdroje. Tento náboj je pásem unášen do nitra kovové koule. Tam je odebrán a odveden na povrch této koule. Vybitá část pásu se pak vrací k novému nabití.

Počáteční stav vkládání náboje do duté koule
Náboj je již vložen do dutiny ve vodiči, ale ještě není převeden na jeho vnitřní povrch. Na vnitřním povrchu vodiče se indukuje náboj s opačným znaménkem než vkládaný náboj. Tento náboj kompenzuje vkládaný náboj, takže celkový tok vnitřní plochou vodiče se nezmění.
Po doteku náboj z vnitřního povrchu zmizí a přiváděný náboj je vytlačen na vnější povrch vodiče

## Historie

Schematický nákres

Rychlý vývoj prodělaly tyto generátory ve 30. letech 20. století. V té době se hledaly cesty, jak urychlit částice na rychlosti, které by překonaly energie částic, vzniklých rozpadem přírodních radionuklidů (zvláště drahého radia). Jedním ze způsobů bylo využití elektrostatického pole vysokého napětí k urychlení v iontové trubici. A jednou z cest, jak toto napětí získat, byl právě Van de Graaffův generátor. Měl se stát levnější náhradou kaskádových generátorů, budovaných v té době v Anglii a Holandsku.
Van de Graaffův generátor vycházel z principů známých už od 17. století. S vývojem začal Van de Graaff v roce 1929, kdy také dokončil první malý prototyp. V roce 1931, ve kterém získal patent, byl jeho generátor schopen produkovat napětí přibližně milion voltů, přičemž byl vyroben z materiálu za 90 dolarů.
Další vývoj však vyžadoval zvětšovat rozměry celého zařízení a největší generátory byly nákladné mnohapatrové stavby.